# Tân Sỏi
Tân Sỏi is een xã in het district Yên Thế, een van de districten in de Vietnamese provincie Bắc Giang. De provincie Bắc Giang ligt in het noordoosten van Vietnam, dat ook wel Vùng Đông Bắc wordt genoemd.
Tân Sỏi ligt in het zuiden van de huyện, aan de westelijke oever van de Sỏi.